# التعريفات (كتاب)
كتاب التعريفات للجرجاني (ت 816 ھ) معجم يتضمن تحديد معاني المصطلحات المستخدمة في العلوم والفلسفة والمنطق واللغة والفنون والفقه خلال عصره. هو من أوائل المعاجم الذي له ترتيب أبجدي؛ على طريقة المسرد. صاحبه هو الجرجاني علي بن محمد بن علي الشريف الحسيني، المعروف بسيد مير شريف، وهو فلكي وفقيه وموسيقي وفيلسوف ولغوي.

## طبعات الكتاب
أول طبعات الكتاب كانت هي طبعة الاستانة سنة 1253 هـ وتلتها طبعة المطبعة الخيرية سنة 1306 هـ وبعدها قامت المطبعة الحميدية المصرية سنة 1321 هـ بطبعه، وتلتها مطبعة مصطفى البابي الحلبي سنة 1357 هـ
لتأتي بعد ذلك طبعة دار الريان للتراث، تحقيق إبراهيم الابياري وطبعة دار الفضيلة تحقيق محمد صديق المنشا، وفي سنة 1983 نشرت دار الكتب العلمية ببيروت طبعتها للكتاب وقد قام بتحقيقها مجموعة من المحققين، ثم سنة 2007 م أصدرت دار المعرفة طبعة حققها عادل أنور خضر وفي سنة 2012 م نشرت دار النفائس طبعة حققها محمد عبد الرحمن المرعشلي.

## منهج الكتاب
عمد الجرجاني في تعريفاته إلى إيراد مصطلحات مجالات مختلفة: كاللغة بفنونها من بلاغة ونحو وعروض، والعقيدة وأصول الفقه، والفلسفة، وعلم الكلام، ومصطلحات المتصوفة، والفرق، ومصطلحات الحديث، والعلوم القرآنية، كما تضمن كتابه بعضا من مصطلحات الحساب والهندسة والفلك. وقد رتب كلمات معجمه على ترتيب حروف الهجاء، دون إرجاع الكلمة إلى أصلها، واعتمد في ترتيبه الحرف الأول ثم الثاني فقط، واعتمد الإيجاز في تعريفاته إلا أنه أحيانا ما يفصل عند الحاجة، كما أنه في بعض المواضع يذكر المعنى اللغوي ثم الاصطلاحي للفظ.

## نماذج من الاصطلاحات الواردة بالكتاب
- باب (الألف) - الإحاطة\ الاحتكار\ الاحتباك\ الاحتراس\ الإدغام.
- بالب( الباء) - باب الأبواب\ البتر\البدل\ البديهي\ البرزخ\ البيهسية.
- باب (التاء) - التأنيث\ التأويل\ التجريد\ التحريف\ الترتيل.
- بالب (الثاء) - الثرم\ الثقة\ الثلم\الثمامية\ الثناء.
- بالب (الجيم)- الجاحظية\ الجاروزية\ الجارمية\ الجبرية\ الجدل.
- باب (الحاء) - الحافظة\ الحائطية \الحد التام\ الحشو\ الحسد.
- بالب(الخاء)- الخاصة\ الخطابة\ الخلع\ الخوارج\ الخيال.
- باب (الدال). الداء\ الدباغة \ الدعة\ الدلالة\ الدية.
- باب (الذال) - الذاتي\ الذمة\ الذوق\ الذهن\ الذبول.
- بالب (الراء)- الراهب\ الرؤية\ الرخصة\ الرسم التام\ الركاز.
- باب (الزاء)- الزاجر\ الزحاف\ الزرارية\ الزعفرانية\ الزهد.
- باب (السين)- السالم\ السفسطة\ السالك\ السجع\ السرمدي.
- باب (الشين)- الشاهد\ الشرطية\ الشفعة\ الشيبانية\ الشهامة.
- باب (الصاد)- الصالح\ الصلم\ الصلتية\ الصهر\ الصواب.
- باب (الضاد)- الضال\ الضرورة\ الضياء\ الضدان\ الضعف.
- باب (الطاء)- الطاهر\ الطبع\ الطمس\ الطهارة\ الطي.
- باب (الظاء)- الظاهر\ الظرفية\ الظل\ الظن\ الظهار.
- باب (العين)- العارض\ العاذرية\ العته\ العجمة\ العرض العام.
- باب (الغين)- الغاية\ الغبطة\ الغشاوة\ الغرابة\ الغيرة.
- باب (الفاء) - الفئة\ الفتوة\ الفرض\ الفراسة\ الفصل.
- باب (القاف)- القادر\ القافية\ القتتات\ القدرية\ القصم.
- باب (الكاف)- الكاهن\ الكاملية\ الكستيج\ الكفالة\ الكفاف.
- باب (اللام)- اللازم\ اللقيط\ اللوامع\ اللفيف\ اللغو.
- باب (الميم)- الماهية\ الماجن\ المتواطيء\ المجذوب\ المجهولية.
- باب (النون)- الناموس\ النجارية\ النظامية\ النقض\ النهك.
- باب (الواو)- الوجد\ الوجودية\ الورقاء\ الوقص\ الوهم.
- باب (الهاء) - الهبة\ الهذيلية\ الهشامية\ الهوية\ الهيولي.
- باب (الياء)- الياقوت\ اليزيدية\ اليونسية\اليقين\ اليقظة.

## نقد الكتاب
- مما يؤخذ على كتاب التعريفات أن مؤلفه قد أكثر فيه من مصطلحات الصوفية الباطلة، والتي تحوي معاني فاسدة دون تعليق عليها وبيان ما فيها من باطل، بل في بعضها التصريح بالوحدة، كما نقل عن ابن عربي ولم يرد على ما في كلامه من القول بوحدة الوجود.[9]
- أن الجرجاني من متكلمي الأشاعرة، لذا فقد عرف كثيراً من المصطلحات وفق تعريف المتكلمين لها، ومن ذلك - على سبيل المثال- تعريفه للسحر، وتعريفه للتوحيد، والإيمان.[9]
- جعل آيات الصفات من قبيل المتشابهات وأن فيها إيهام.[9]
- كما يؤخذ على الكتاب أن مؤلفه استشهد بأحاديث ضعيفة وموضوعة.[9]
- أتى المؤلف بكلمات ليست من قبيل المصطلح، وليست تحمل مدلولاً له خصوصية معينة – حسب تعريفه الذي ذكره -،  بحيث يؤتى بها في كتاب مصطلحي؛ كلفظ التبشير والتبذير والفخر والكرم ونحوها حيث ذكر دلالتها اللغوية.[9]

وبرغم هذه الانتقادات إلا أنه قد أفاد الباحثين كثيراً، لاسيما في المصطلحات التي لا تتقيد بمذهب معين.

## وصلات خارجية
- تعريفات الجرجاني - موقع الغزالي

### فهرس المراجع
1. ↑  معجم التعريفات، للشريف الجرجاني، تحقيق محمد صديق المنشاوي، نشر دار الفضيلة، الصفحتين 3 و4 (مقدمة المحقق).
2. ↑  كتاب التعريفات - الجرجاني - تحقيق إبراهيم الأبياري.
3. ↑  waq111440. مؤرشف من الأصل في 2015-03-22.
4. ↑  "التعريفات • الموقع الرسمي للمكتبة الشاملة". shamela.ws. مؤرشف من الأصل في 2020-11-26. اطلع عليه بتاريخ 2021-03-19.
5. ↑  "كتاب التعريفات | الشريف الجرجاني الحنفي |ط. دار المعرفة | SAFINAT-UL-NAJAT" (بالإنجليزية الأمريكية). 30 Jul 2020. Archived from the original on 2021-03-19. Retrieved 2021-03-19.
6. ↑  "كتاب التعريفات | الشريف الجرجاني الحنفي |ط. دار النفائس | SAFINAT-UL-NAJAT" (بالإنجليزية الأمريكية). 21 Jan 2020. Archived from the original on 2021-03-19. Retrieved 2021-03-19.
7. ↑  الألفاظ والمصطلحات المتعلقة بتوحيد الربوبية، ص 129.
8. ↑  الألفاظ والمصطلحات المتعلقة بتوحيد الربوبية، ص 130.
9. 1 2 3 4 5  الطالبة:آمال بنت عبد العزيز العمرو (1426 ه). الألفاظ والمصطلحات المتعلقة بتوحيد الربوبية جمع ودراسة [رسالة مقدمة لنيل درجة الدكتوراه في العقيدة والمذاهب المعاصرة]. جامعة الإمام محمد بن سعود الإسلامية - كلية أصول الدين. ص. 130. مؤرشف من الأصل في 21 سبتمبر 2021. {{استشهاد بكتاب}}: تحقق من التاريخ في: |سنة= (مساعدة)

### معلومات المراجع
- الألفاظ والمصطلحات المتعلقة بتوحيد الربوبية، تأليف: آمال بنت عبد العزيز العمرو. نسخة الكتاب على موقع الشاملة الحديثة